# ザキロバ!アシュラのススメ
『ザキロバ!アシュラのススメ』は、メ～テレで2011年4月13日（12日深夜）から2014年3月26日（25日深夜）まで、毎週水曜0:20 - 0:50 （火曜深夜。JST）に放送されていた深夜バラエティ番組。
本項では、山崎弘也とロバートによる「ザキロバ」を冠した以下のメ〜テレの番組
- 『名古屋ほじくりバラエティ ザキロバ○○（仮）』（なごやほじくりバラエティ ザキロバまるまるかっこかり）
- 『名古屋ほじくりバラエティ ザキロバケイコ』（なごやほじくりバラエティ ザキロバケイコ）
- 『ザキとロバ』

についても併記する。

## ザキロバ!アシュラのススメ
番組キャッチコピーは、「ナゴヤ発…! 一風変わった、視聴者一体型スタジオバラエティ」。
同枠で放送されていた『アクセる★ビリー!』から継続する形で、山崎弘也（アンタッチャブル）とロバートがMCを務めるバラエティ番組。山崎（通称ザキヤマ）のザキと、ロバートのロバを合わせた番組タイトルとなった。ほかにメ〜テレアナウンサーの塩尻奈都子も引き続き出演。『アクセる★ビリー!』放送途中から休業に入っていたアンタッチャブルの柴田英嗣は、番組開始時（2011年4月）には復帰していたがレギュラーに加えられなかった。
公開収録番組。出演者が番組を進行するスペースの後ろに壇状の客席が設けられ、常に観客も画面に映っている。観客は皆同じ帽子（帽子のパターンは何度か替わっている）を被らされての観覧となる。

### 放送内容
番組タイトルの「アシュラ」は、3つの顔を持つ阿修羅にちなんだもの。
毎回「○○のススメ」という1つのテーマが設けられ、レギュラー出演者がアシュリート（＝常識にとらわれず人生の楽しみ方を3つの視点からおススメできる人）と称し、VTRやスタジオトークで「壱の手」「弐の手」「参の手」と3つのプレゼンを行う。その内容満足度をゲストが「赤アシュラ（満足）」 「黄アシュラ（まぁ満足）」 「青アシュラ（不満）」の中から判断、さらに最終的な満足度をこれに「金ピカアシュラ（大満足）」を加えたものの中から「アシュラのジャッジ」としてゲストと観客全員の判断で決定、金ピカアシュラが10体集まればご褒美として豪遊ロケとなる。次第にプレゼンが3つ行われることは減って「〜の手」ごとのジャッジもなくなり（「〜の手」は2011年末頃から使われなくなった）、最終的な「アシュラのジャッジ」をゲスト1人に委ねる形になった。
2011年12月20日放送分で金ピカアシュラ10体に到達し、韓国・ソウルでの豪遊ロケが実現。2012年3月13日に1時間の拡大版『ザキロバ!金アシュラ10本記念!韓国豪遊SP』が放送された。2014年1月には、京都ロケによる1時間スペシャル『豪遊のススメ〜そうだ！京都へ行こう！グルメ旅SP』が放送された。
2012年以降は前半がアシュリート自ら東海地方の各所にロケに赴く「ススメ」VTR、後半がスタジオトーク、最後に番組キャラクター・アシュラくんが様々な体験をする「ススメ!アシュラくん」のコーナー、という構成が基本となる。2013年以降は、出演者全員がロケに赴く企画の回が増えた。
ほかに東海地方在住の外国人と1つのテーマに沿って議論する「ワールドアシュリート」、ゲストが自身のこだわりについて語る「芸能人だってアシュりたい」、ロバート馬場が料理をふるまう「出張!馬場ちゃんごはん」などの企画回がある。

### 出演者
アシュリート
- 山崎弘也（アンタッチャブル）
  - ナレーションやテロップでは基本「ザキヤマ」。番組冒頭のタイトルコールやゲスト紹介など出演者勢の中心的な役割だが、飲食店やスパ施設のロケになると大量にビールを飲むなど奔放ぶりが際立つ。二人一組のロケでは企画発案者側のことが多いが、秋山と一緒の場合は同行者側に回る。
- 秋山竜次（ロバート）
  - 二人一組のロケではほぼ企画発案者側で、単独でのロケも多い。ナレーションではよく「奇才・秋山」と称される。
- 馬場裕之（ロバート）
  - 二人一組のロケでは基本的に同行者側で、秋山とのペアが多い。得意分野の料理やファッションの企画では主導権を握るが、趣味趣向の偏りから「ただのOL」と揶揄されることがある。
- 山本博（ロバート）
  - ナレーションやテロップでは基本「ヒロシ」。山崎や秋山（とくに山崎）発案の実験的な企画に無理矢理付き合わされる、通称「シミュレーション芸人」。

アシスタント
- 塩尻奈都子（メ〜テレアナウンサー） - 通称「天女」。「アシュラ界の管理人」という設定。天女のような衣装を着ている。

アシュラくん
- 番組キャラクター。見た目は三面六臂の阿修羅像そのもの。最初は「〜の手」VTR中に登場するキャラクターとして登場した。卓越した運動能力を持つことが明らかになり、アクションやアクロバットなど様々な技術（スゴ技）を習得・披露する「ススメ!アシュラくん」がレギュラーコーナー化。後にそれがDVD化された[4]。

ほかに週代わりでゲストが出演。女性タレントが多いが、まれに男性のこともある。

### スタッフ
- ナレーション：倉橋友和（メ〜テレアナウンサー）、神取恭子（当時メ〜テレアナウンサー）
- 演出：川本謙一、今宮裕也
- プロデューサー：恒川潤、太田雅人

### ネット局・放送時間
| 放送対象地域 | 放送局                            | 放送時間                     | 放送系列       | 備考     |
| ------------ | --------------------------------- | ---------------------------- | -------------- | -------- |
| 中京広域圏   | メ〜テレ                          | 水曜 0:20 - 0:50（火曜深夜） | テレビ朝日系列 | 制作局   |
| 北海道       | 北海道テレビ                      | 火曜 1:20 - 1:50（月曜深夜） | テレビ朝日系列 | [ 注 1 ] |
| 青森県       | 青森朝日放送                      | 木曜 1:45 - 2:15（水曜深夜） | テレビ朝日系列 | [ 注 2 ] |
| 広島県       | 広島ホームテレビ                  | 水曜 1:55 - 2:25（火曜深夜） | テレビ朝日系列 |          |
| 福岡県       | 九州朝日放送                      | 土曜 1:56 - 2:26（金曜深夜） | テレビ朝日系列 | [ 注 3 ] |
| 大分県       | 大分朝日放送                      | 木曜 1:50 - 2:20（水曜深夜） | テレビ朝日系列 |          |
| 全国         | エンタメ〜テレ☆シネドラバラエティ | 水曜 17:30 - 18:00           | CS放送         | [ 注 4 ] |

## 名古屋ほじくりバラエティ ザキロバケイコ
2014年4月より、山崎とロバートの「ザキロバ」の番組が、名古屋をはじめ東海地方の「人」「街」「モノ」をほじくる地域密着番組『名古屋ほじくりバラエティ ザキロバ○○（仮）』として土曜日の夕方に移行。月1回の放送が半年間続き、10月より「○○に入る新メンバーは…」とレギュラーに戸田恵子が加わることが発表され、『名古屋ほじくりバラエティ ザキロバケイコ』とリニューアル。月1回の放送から毎週放送の番組となった。
2016年3月19日に終了。

### 出演者（ザキロバケイコ）
- 山崎弘也（アンタッチャブル）
- 秋山竜次（ロバート）
- 馬場裕之（ロバート）
- 山本博（ロバート）
- 戸田恵子
- 竹田基起（メ〜テレアナウンサー）

### 企画（ザキロバケイコ）
ロケ企画
- 「名古屋の会社をほじくろう」 - 秋山が東海地方の会社訪問をする。女性ゲスト（おもに40代の女性芸能人）がロケに同行する。
- 「ご当地食材をほじくろう」 - 馬場が農家など食材生産者のもとで手伝いをし、その食材を使ったレシピを開発をする。
- 「名古屋マダムをほじくろう」 - 秋山が日帰りバスツアーやカルチャースクールなどマダムに人気のスポットに行く。
- 「温泉旅館をほじくろう」 - 秋山の温泉ロケ。
- 「思い出をほじくろう」 - 山崎のロケ企画。東海3県出身のゲストとともにその思い出の地を巡る。
- 「町の自慢をほじくろう」 - 馬場と山本が街の自慢を捜し歩く。
- 「それいけ！パンの街をほじくろう」 - 戸田が名古屋市内のパン屋を巡る。ロケには竹田が同行する。
- 「お祭りをほじくろう」 - 山本が東海地方の祭りに参加する。

スタジオ企画
- 「東海3県データをほじくろう」「名古屋雑学をほじくろう」 - 東海3県にまつわるデータや雑学をクイズ形式で出題する。
- 「新名古屋めしをほじくろう」 - 番組独自に、新たな「名古屋めし」を調査、評価する。

### スタッフ（ザキロバケイコ）
- ナレーション：
  - ○○（仮） - 神取恭子（当時メ〜テレアナウンサー）、竹田基起（メ〜テレアナウンサー）
  - ザキロバケイコ - 玉腰佳弘
- 構成：堀田延、荻巣しぐれ、吉川スミス、濱田健吾
- チーフディレクター：住田祐二
- プロデューサー：恒川潤、國井篤史、大西正城
- 総合演出・チーフプロデューサー：太田雅人
- 制作著作：メ〜テレ

### 放送時間（ザキロバケイコ）
名古屋ほじくりバラエティ  ○○（仮）
- 月1回土曜日 15:55 - 16:55

名古屋ほじくりバラエティ ザキロバケイコ
- 土曜日 16:30 - 17:25
  - 2014年10月から2015年2月までは16:00 - 16:55。

## ザキとロバ
『ザキとロバ』は、2016年4月29日（28日深夜）から2018年9月28日（27日深夜）の金曜日0時20分から0時50分（木曜日深夜）の時間枠で放送された。『ザキロバ!アシュラのススメ』以来の深夜番組である。メ〜テレとしては初めて、番組放送後に期間限定でGYAO!にて無料配信を行った。この番組の終了をもって、7年半続いたメ〜テレの「ザキロバ」によるレギュラー番組（「ザキロバ」以前の『アクセる★ビリー!』からは9年半）も終了となる。
初期は「○○のために○○をやっちゃおう！」をテーマに、毎回様々な事柄に挑戦する。出演者の持ち込み企画を除いて、事前に内容を知らされずにロケを行うもの。後期は「気になるけど、なかなか見ることのできない世界をのぞき見する」という企画が中心となった。

### 出演者（ザキとロバ）
- 山崎弘也（アンタッチャブル）イメージカラー：赤
- 秋山竜次（ロバート）イメージカラー：黄
- 馬場裕之（ロバート）イメージカラー：緑
- 山本博（ロバート）イメージカラー：青
- 望木聡子（メ〜テレアナウンサー、2017年10月 - ）[9]

#### 過去の出演者（ザキとロバ）
- 田中麻耶（出演当時メ〜テレアナウンサー）

### スタッフ（ザキとロバ）
- ナレーション：佐藤裕二（メ〜テレアナウンサー）
- 構成：荻巣しぐれ、吉川スミス、濱田健吾
- CAM：野村大介
- 音声：井上隆司
- 照明：福本尚一郎
- メイク：冨田みゆき
- スタイリスト：古賀千由希
- 編集：田中博昭、藤澤貴英
- MA：梅村勝昭
- タイトル：伊佐治慎一
- CG：安藤慎也
- キャラクターデザイン：福嶋愛
- 編成：高田泰宏
- メディアデザイン：野田忠孝、山田明子、松浦史朗
- デスク：岡田紗季
- AD：奥田純矢、佐藤綾香、道元優
- ディレクター：藤原健太、吉田晃浩、伊藤理
- プロデューサー：大西真裕、大西正城
- 総合演出：住田祐二
- チーフプロデューサー：太田雅人
- 制作著作：メ〜テレ

#### 過去のスタッフ（ザキとロバ）
- プロデューサー：恒川潤

### ネット局・放送時間
| 放送対象地域 | 放送局         | 放送時間                     | 放送系列       | 備考      |
| ------------ | -------------- | ---------------------------- | -------------- | --------- |
| 中京広域圏   | メ〜テレ       | 金曜 0:20 - 0:50（木曜深夜） | テレビ朝日系列 | 制作局    |
| 宮城県       | 東日本放送     | 金曜 0:25 - 0:55（木曜深夜） | テレビ朝日系列 | [ 注 5 ]  |
| 秋田県       | 秋田朝日放送   | 木曜 0:55 - 1:25（水曜深夜） | テレビ朝日系列 | [ 注 6 ]  |
| 静岡県       | 静岡朝日テレビ | 月曜 0:58 - 1:28（日曜深夜） | テレビ朝日系列 | [ 注 7 ]  |
| 石川県       | 北陸朝日放送   | 月曜 1:55 - 2:25（日曜深夜） | テレビ朝日系列 | [ 注 8 ]  |
| 近畿広域圏   | 朝日放送テレビ | 月曜 2:55 - 3:25（日曜深夜） | テレビ朝日系列 | [ 注 10 ] |
| 大分県       | 大分朝日放送   | 火曜 0:55 - 1:25（月曜深夜） | テレビ朝日系列 |           |

不定期放送局
- 福岡県・九州朝日放送

## DVDリリース
- ススメ!アシュラくん（2012年9月26日、アミューズソフトエンタテインメント） - 「ススメ!アシュラくん」のコーナーをDVD化したもの。

## 関連書籍
- 東海ウォーカー（KADOKAWA） - 『ザキロバケイコ』と連動した連載企画を掲載。